# Groß Schoritz
Groß Schoritz is een plaats en voormalige gemeente in de Duitse deelstaat Mecklenburg-Voor-Pommeren en maakt sinds 1 januari 2001 deel uit van de gemeente Garz/Rügen in het Landkreis Vorpommern-Rügen.

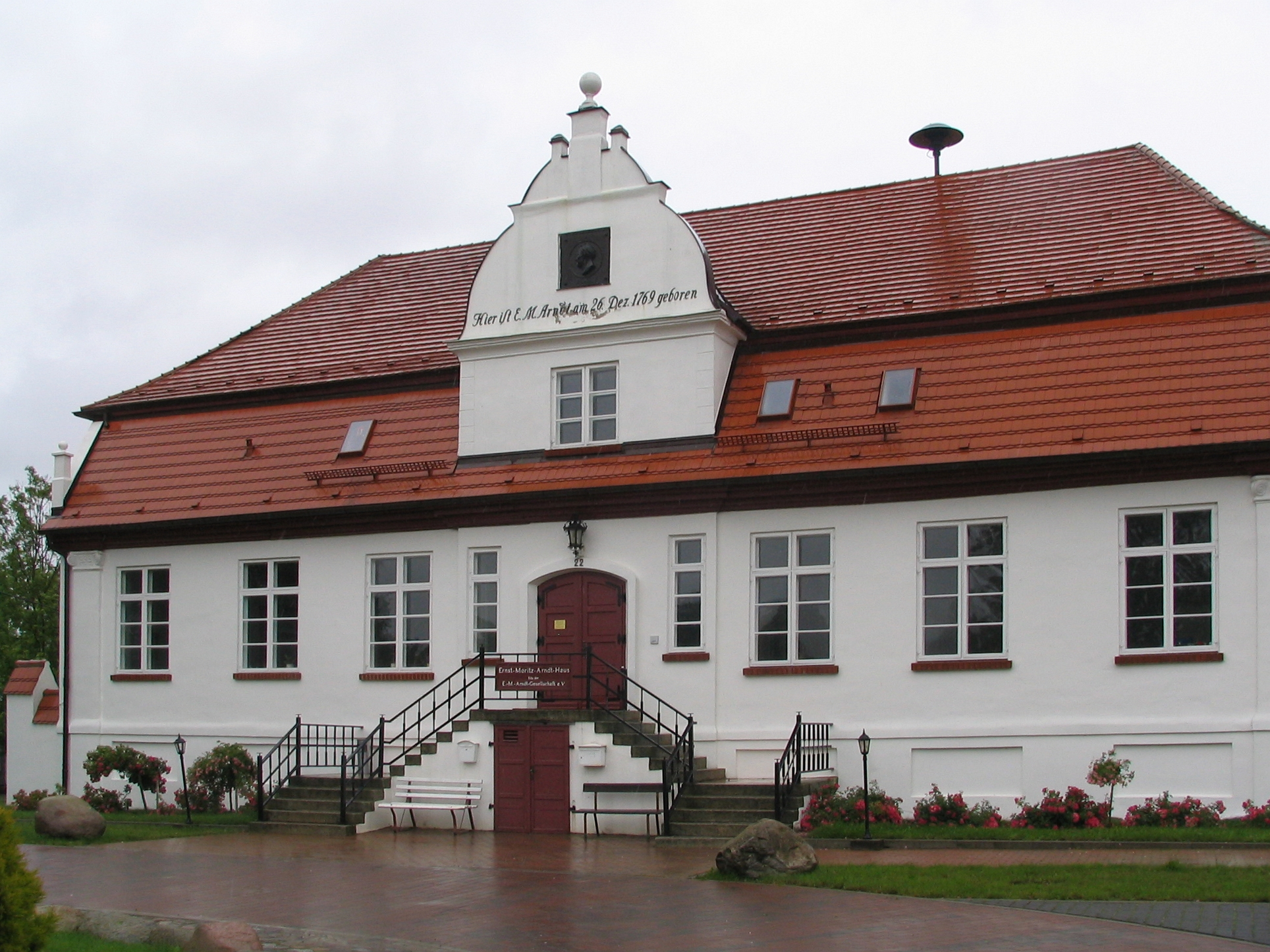